# Depot von Plavnice
Das Depot von Plavnice (auch Hortfund von Plavnice) ist ein Depotfund der frühbronzezeitlichen Aunjetitzer Kultur aus Plavnice, einem Ortsteil von Kamenný Újezd im Jihočeský kraj, Tschechien. Es datiert in die Zeit zwischen 1800 und 1600 v. Chr. Das Depot befindet sich im Südböhmischen Museum in Budweis.

## Fundgeschichte
Das Depot wurde im Frühling 1885 südöstlich von Plavnice bei Waldarbeiten entdeckt. Es lag in 20 cm Tiefe in lehmigem Schutt. Johann Nepomuk Woldrich führte eine Nachuntersuchung der Fundstelle durch.

## Zusammensetzung
Das Depot besteht aus zehn Bronzegegenständen: ein Bruchstück einer Armspirale, vier Randleistenbeile, ein Meißel, drei Schleifenkopfnadeln und eine Hülsenkopfnadel. Die Armspirale besteht aus Draht mit rundem Querschnitt.